# Artur Phleps
Artur Martin Phleps (29. studenog 1881. – 21. rujna 1944.) bio je austro-ugarski Rumunj, njemački časnik s činom SS Obergruppenführera u Waffen SS-u tijekom Drugog svjetskog rata. Bio je i austro-ugarski časnik tijekom Prvog svjetskog rata, služio je u rumunjskoj vojsci u međuratnom razdoblju sve do pridruženja njemačkom Waffen SS-u. Borio se u sklopu 5. SS oklopne divizije "Wiking", kasnije je postao zapovjednik 7. SS dobrovoljačke gorske divizije "Prinz Eugen" pa uskoro i zapovjednik V. SS gorskog korpusa. Phleps je bio nositelj brojnih odlikovanja., uključujući i "Ritterkreuz des Eisernen Kreuzes mit Eichenlaub" i Njemački križ u zlatu.

## Rani život
Artur Phleps rođen je u Birthälmu (danas Biertan), u blizini Sibiua (Hermannstadt) - područje gusto naseljeno rumunjskim Nijemcima, obično se nazivaju transilvanijski Saksonci. Njegov otac bio je liječnik koji je došao u Transilvaniji iz austrijskog Silesia. Nakon osnovne škole u Sibiuu, Phleps je pohađao Vojnu akademiju u Požunu. Nastavio je časničku obuku i diplomirao, a kasnije se borio za vrijeme Prvog svjetskog rata u austrougarskoj vojsci, stekavši čin potpukovnika.
Nakon rata i raspada Austro-Ugarske Monarhije, Phleps se vratio u svoju rodnu Transilvaniju, koja je postala dio Rumunjske i pristupa rumunjskoj vojsci. U početku, radio je u Vojnoj akademiji u Bukureštu, a kasnije, kao general-pukovnik, određen je za gorske trupe, pretvarajući ih u elitne jedinice unutar rumunjske vojske (Vânători de Munte).

## Služba u njemačkom Waffen SS-u

### 5. SS oklopna divizija "Wiking"
1941. Phleps se odlučio upisati u njemačku vojsku. Pod djevojačkim prezimenom njegove majke Stolz, pridružio se osoblju 5. SS-Panzergrenadier-Wiking divizije. Brzo je napredovao u divizijskim činovima, i nakon smrti Hilmara Wäckerlea, dobiva zapovjedništvo nad SS-Westland pukovnijom. Zahvaljujući njegovoj organizacijskoj vještini Phleps je brzo napredovao do čina Gruppenführer SS-a, a 1942. bio je zadužen od Heinricha Himmlera da organizira novu SS jedinicu sastavljene od Volksdeutschera ili njemačkog manjine iz Jugoslavije, Mađarske i Rumunjske.

### 7. SS dobrovoljačka gorska divizija "Prinz Eugen"
Uglavnom zbog podrijetla njegovih vojnika i njegova karaktera vojne postrojbe kao planinskih, Phlepsova nova naredba je dizajnirana za anti-partizansko ratovanje i raspoređena u područja okupiranim od partizana diljem anektirane Jugoslavije. U početku, svi njegovi vojnici su bili dobrovoljci, ali kako su morali popuniti ispražnjene redove uvedeno je novačenje. Početkom listopada 1942., 7. SS divizija "Prinz Eugen" neprestano se borila protiv partizana u tzv. "Banden-und Partisanenbekämpfung"u i bila je uključena u brojne ratne zločine protiv civilnog stanovništva.
U priznavanju njegove sposobnosti kao zapovjednika "Prinz Eugen" divizije, dana 21. lipnja 1943. Phleps je unaprijeđen u SS-General Obergruppenführera Waffen SS-a i bio je nagrađen Viteškim križem željeznog križa. Nakon kratkog vremena dato mu je zapovjedništvo nad V. SS-Gebirgs-Korpsom (V. SS gorski korpus)...

## V. SS gorski korpus
Osim toga, uz "Prinz Eugen" diviziju, Phleps dobiva dobiva zapovjedništvo i nad drugim gorskim jedinicama, uključujući i popularnu Handžar diviziju (13. Waffen-Gebirgs-Division der SS Handschar). "Prinz Eugen" divizija kao i prije, bila je angažirana u Korpsu za protu-partizansku dužnost, uglavnom u okolici Mostara, protiv partizana.
U rujnu 1943., Phleps je unaprijeđen u čin Höherera SS-a i Polizeiführera. 1944. vratio se u Rumunjsku kako bi osobno nadgledao pripreme protiv Crvene armije u nadolazećoj Jassy-Chisinau ofanzivu (na čelu sa sovjetskim generalom Malinovskyim). Dok je na terenu izviđao situaciju, Phleps i njegovi suradnici zarobljeni su od Sovjeta u blizini Arada. Iako točan podatak o njegovoj smrti nije poznat, vjerojatno je da su Sovjeti bili svjesni njegova identiteta, pa su ga zato i ubili tijekom njemačkog zračnog napada u strahu da im ne pobjegne.

Ironično, njegov nestanak u početku je bio tretiran kao odsustvo bez dopusta i tjeralica za Phlepsom nije izdana. Pobješnjeli Heinrich Himmler osobno je proveo istragu za Phlepsovim "bijegom" i tek nakon što su njegove osobne stvari pretražene, službeno je naveden kao "ubijeni u akciji". Poshumno, Phleps je također nagrađen Hrastovim lišćem na Viteškome križu te je izabrana kao zaštitnik SS Dobrovolajčke pukovnije 13. Ovoj jedinici je dozvoljeno da nosi posebni natpis s njegovim imenom. Iako je natpis je proizveden, ratne fotografije natpisa nikad nisu izdane, sve do 2004.[1]

## Datumi promaknuća
- SS-Mann: 30. lipnja 1940.
- SS-Oberführer: 30. lipnja 1941.
- Brigadeführer SS-Generalmajor und der Waffen-SS: 30. studeni 1941.
- Gruppenführer SS-Generaleutnant und der Waffen-SS: 20. travnja 1942.
- SS-General Obergruppenführer und der Waffen-SS: 21. lipnja 1943.

## Odlikovanja
- Željezni križ, 2. stupanj (1917.) i 1. stupanj (1941.) (Nacistička Njemačka)
- Kopča na Željeznom križu (1941.)
- Viteški križ željeznog križa (1943.)
- Hrastovo lišće - posmrtno (1944.)
- Njemački križ u zlatu (1944.)
- Medalja s Istočnog bojišta (1942.)
- Pješačka napadačka oznaka u bronci (1943.)
- Crvena kruna Rumunjske, časnički križ s mačevima na pantljikama vojne Virtue (?) (1920.)
- Crvena kruna Rumunjske, veliki križ (1933.)
- Rumunjski komemoratini križ 1916-1918
- Vojnički red željeznog trolista, 1. stupnja (Hrvatska)
- Red krune Jugoslavije, 2. stupanj (1933.)
- Čehoslovački ratni križ (1928.) (Čehoslovačka)
- Red za vojne zasluge, 2. stupanj (1934.) (Bugarska)
- Red Franza Josepha, časnički s mačevima i ratnom dekoracijom (1918.) (Austro-Ugarska)
- Red željezne krune, 3. stupnja s ratnom dekoracijom i mačevima (1917.) (Austro-Ugarska)
- Križ za vojne zasluge, 3. stupnja s ratnom dekoracijom i mačevima (1915.) (Autro-Ugarska)
- Medalja za vojne zasluge na vrpci za hrabrost, s mačevima u srebru (1916.) i bronci (1914.) (Austro-Ugarska)
- Crveni križ, 2. stupanj s ratnom dekoracijom (1915.) (Austro-Ugarska)
- Ratna medalja s jednom trakom (Austro-Ugarska)
- Komemorativni križ 1912-1913 (Austro-Ugarska)
- Vojni jubilarni križ 1848-1908 (1908.) (Austro-Ugarska)

## Zanimljivost
Artur Phleps je kao nositelj Vojničkog reda željeznog trolista 1. stupnja imao pravo na naslov viteza NDH.